# Silvia Carrizo Fernández
Silvia Carrizo Fernández (Caleta Olivia, Argentina) es una abogada y periodista argentina.

## Biografía
Nació en Caleta y desde los 14 años participó en movimientos sociales en su ciudad natal. En 2002, migró a Euskadi y en 2003 fundó la Asociación de Mujeres Inmigrantes Malen Etxea, una organización en defensa de los derechos de las mujeres migradas, principalmente a las trabajadoras del hogar. Es presidenta de la Red de Mujeres Latinoamericanas y el Caribe, donde participan distintas asociaciones de mujeres migradas en España. Además, impulsa el proyecto de red de cooperativa Bizi Zaintzeko, una iniciativa de economía social, que busca dignificar el servicio de los cuidados tanto del usuario como de quienes prestan el servicio.
A lo largo de los años, Carrizo ha realizado investigaciones entorno a los trabajos del hogar, migración y derechos laborales. Los últimos informes realizados son: La deuda interminable de las mujeres inmigrantes: una mirada trasnacional desde Euskal Herria, en un mundo post pandémico (2021) y Mujeres migradas mayores de Gipuzkoa (2023), entre otros.
La eliminación del sistema de cuidados de interna, es uno de los principales ejes de trabajo que impulsa desde los espacios donde participa. En abril de 2025, intervino ante la comisión de Trabajo y Economía Social de la XV. Legislatura, en el senado de España.
Ha participado en foros, debates y formaciones donde se aborda el tema de cuidados y el sistema de las casas de acogidas, que es uno de los principales proyectos que Malen Etxea desarrolla.